# Mycetophila picea
Mycetophila picea är en tvåvingeart som beskrevs av Freeman 1951. Mycetophila picea ingår i släktet Mycetophila och familjen svampmyggor. Inga underarter finns listade i Catalogue of Life.